# اداگیل
اداگیل (به انگلیسی: Adagil) در هند است که در punjab, india واقع شده‌است.